# کینگستون (نیوجرسی)
کینگستون (به انگلیسی: Kingston) یک منطقهٔ مسکونی در ایالات متحده آمریکا است که در شهرستان میدلسکس، نیوجرسی واقع شده‌است. کینگزتون ۶٫۰۲۵ کیلومتر مربع مساحت و ۱٬۴۹۳ نفر جمعیت دارد و ۳۷ متر بالاتر از سطح دریا واقع شده‌است.